# Wörth am Rhein
Wörth am Rhein là một đô thị thuộc khu vực cực nam huyện Germersheim, trong bang Rheinland-Pfalz, phía tây nước Đức. Đô thị Wörth am Rhein có diện tích 131,64 km², dân số thời điểm ngày 31 tháng 12 năm 2006 là 17.500 người. Wörth am Rhein nằm bên tả ngạn sông Rhine, cự ly khoảng 10 km về phía tây trung tâm thành phố Karlsruhe và về phía bắc của biên giới Đức.

Wörth am Rhein
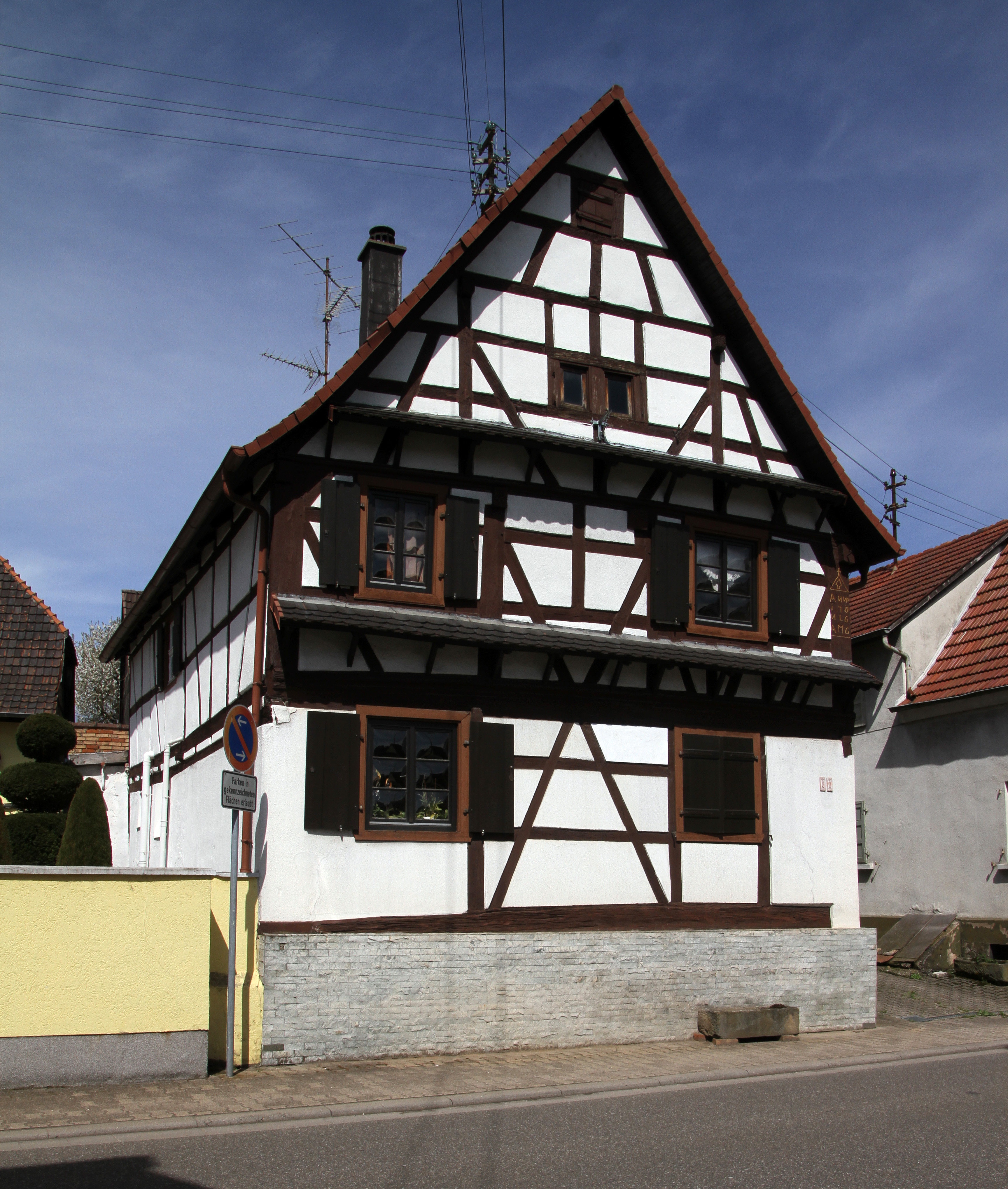
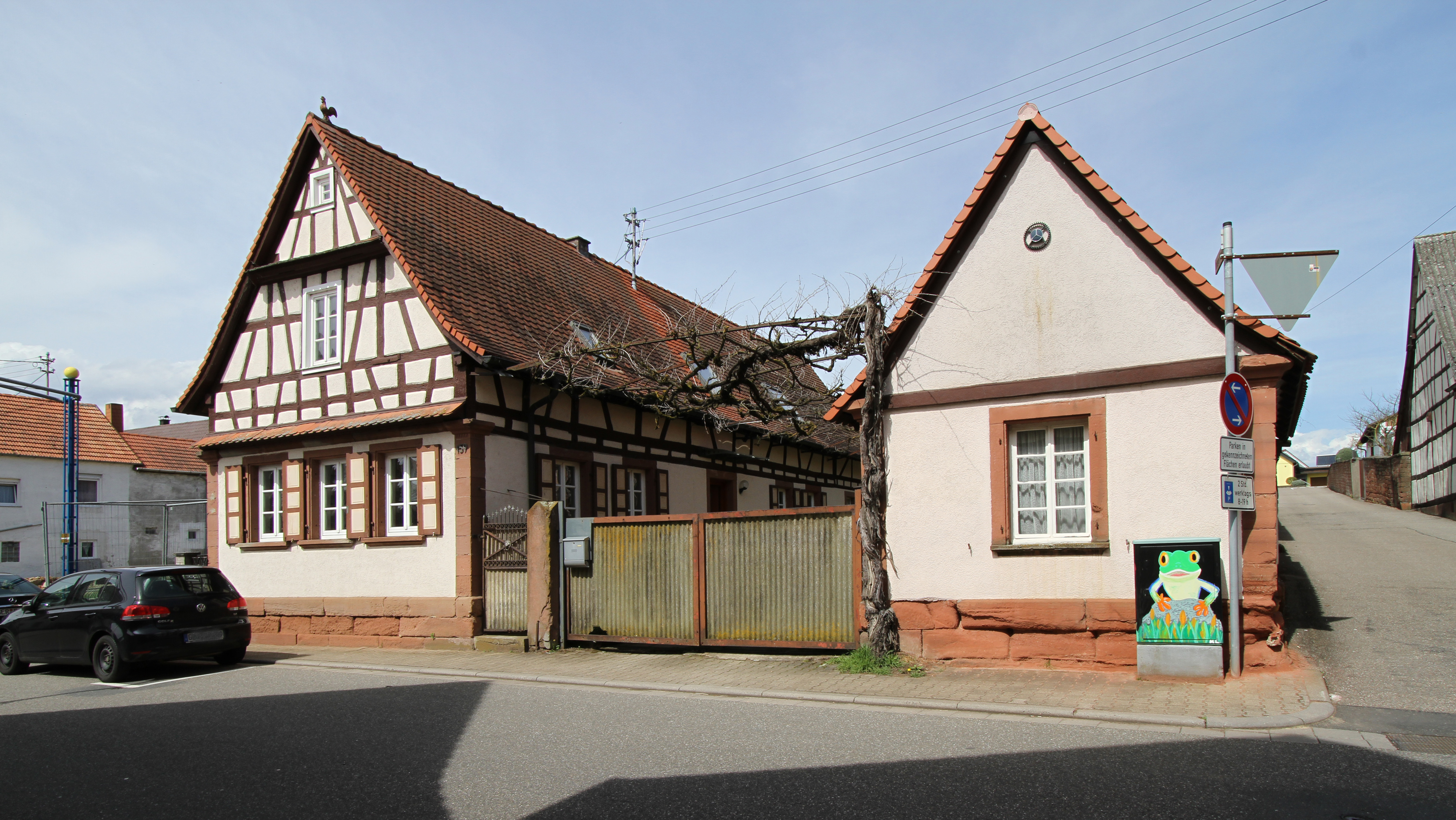
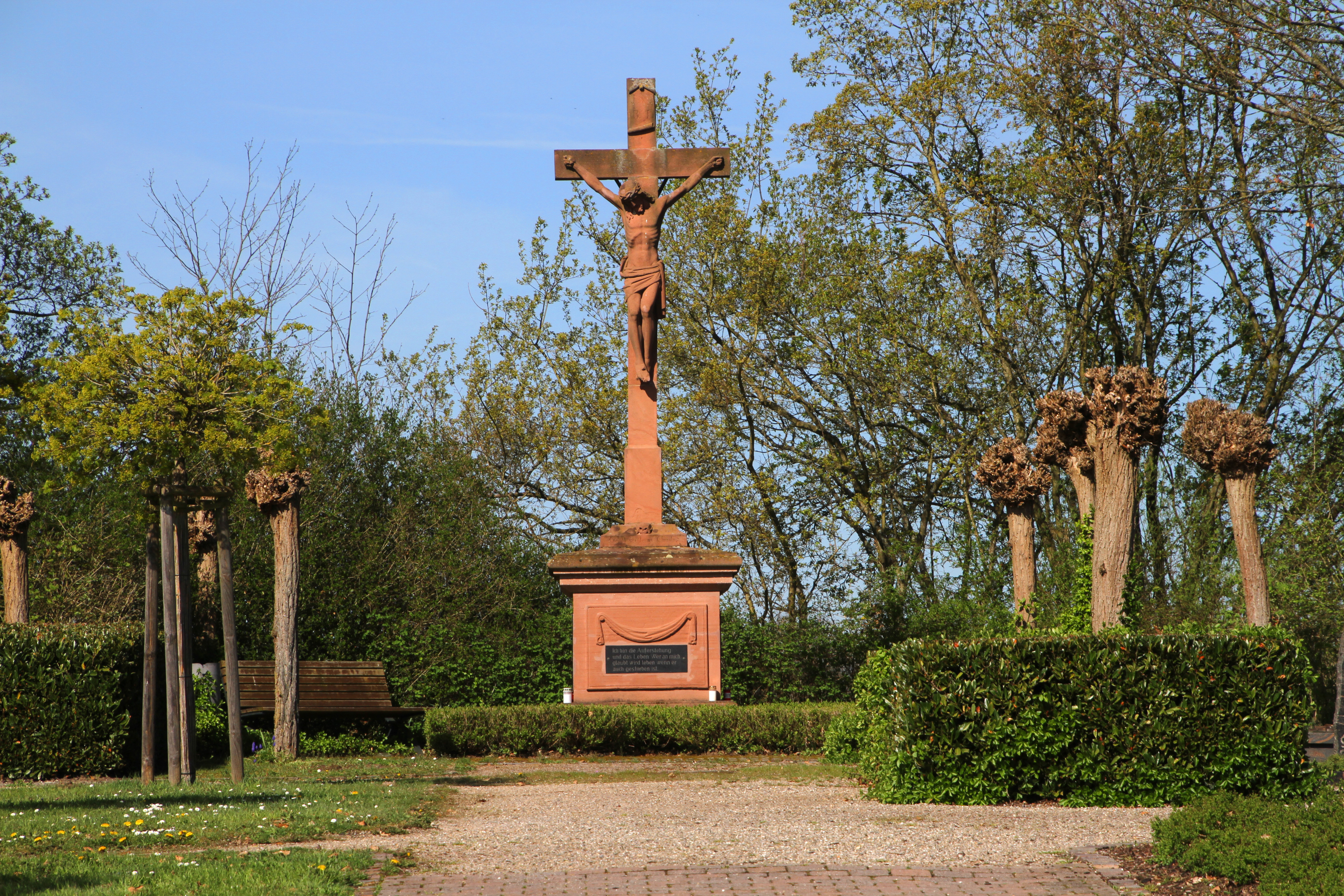
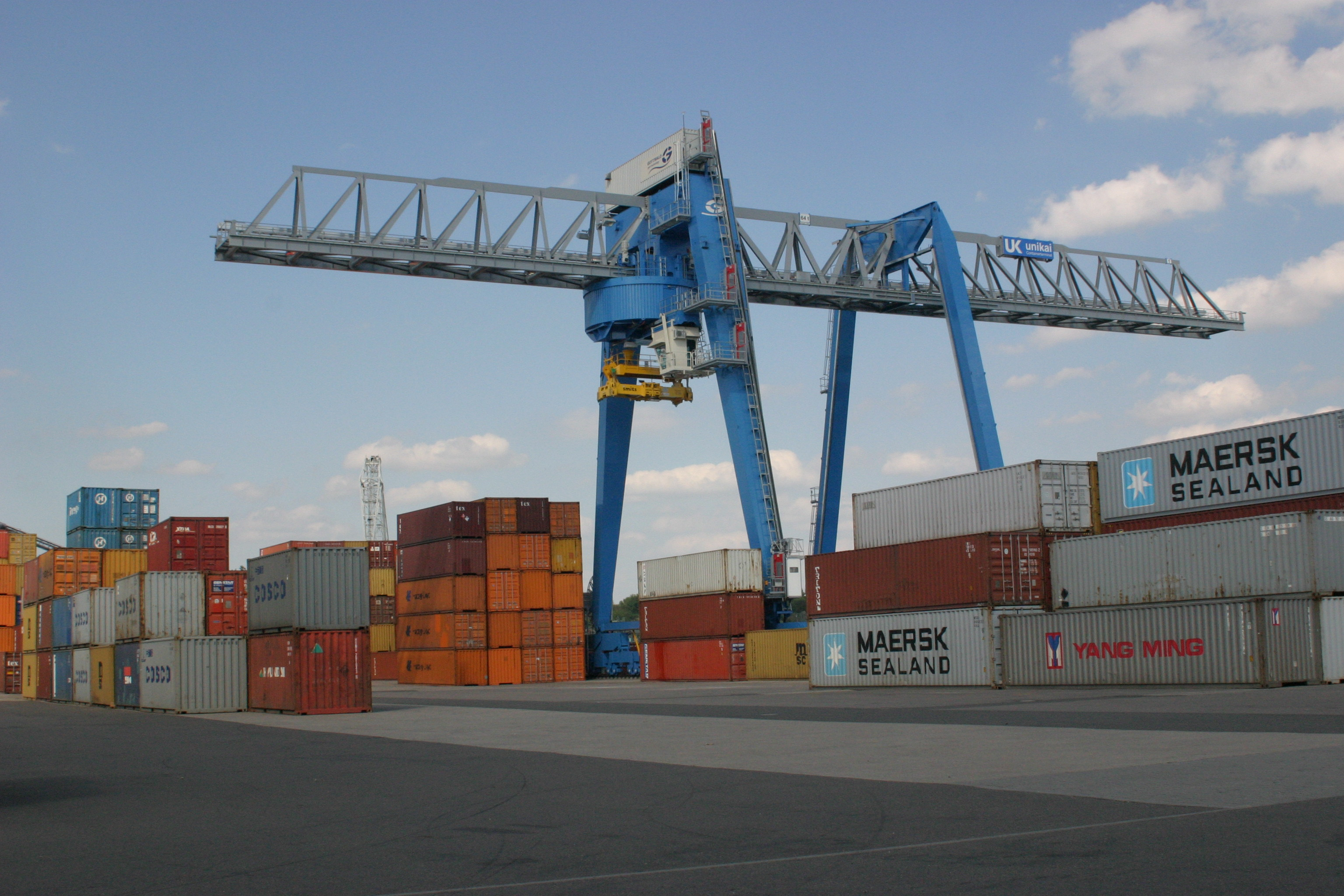
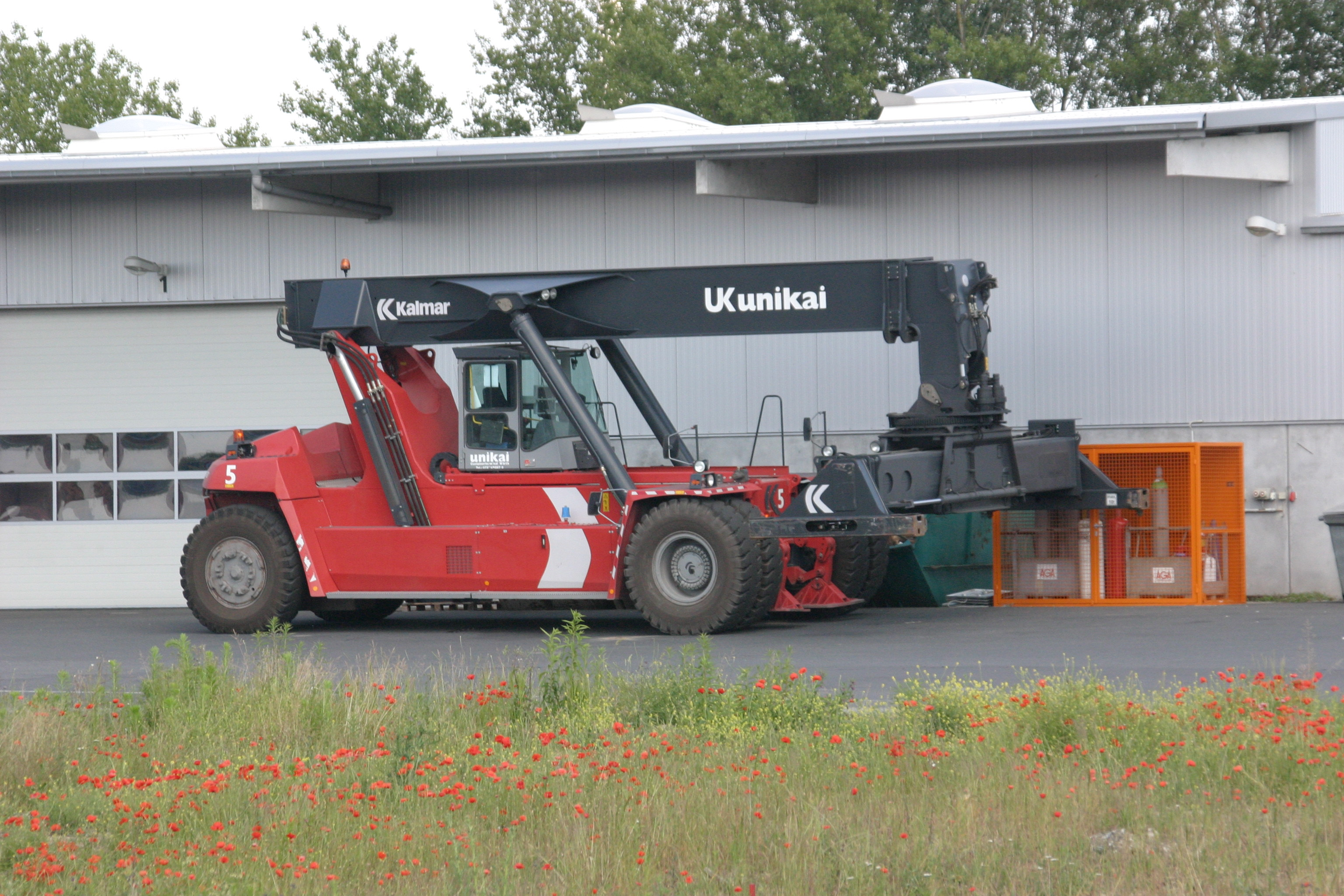
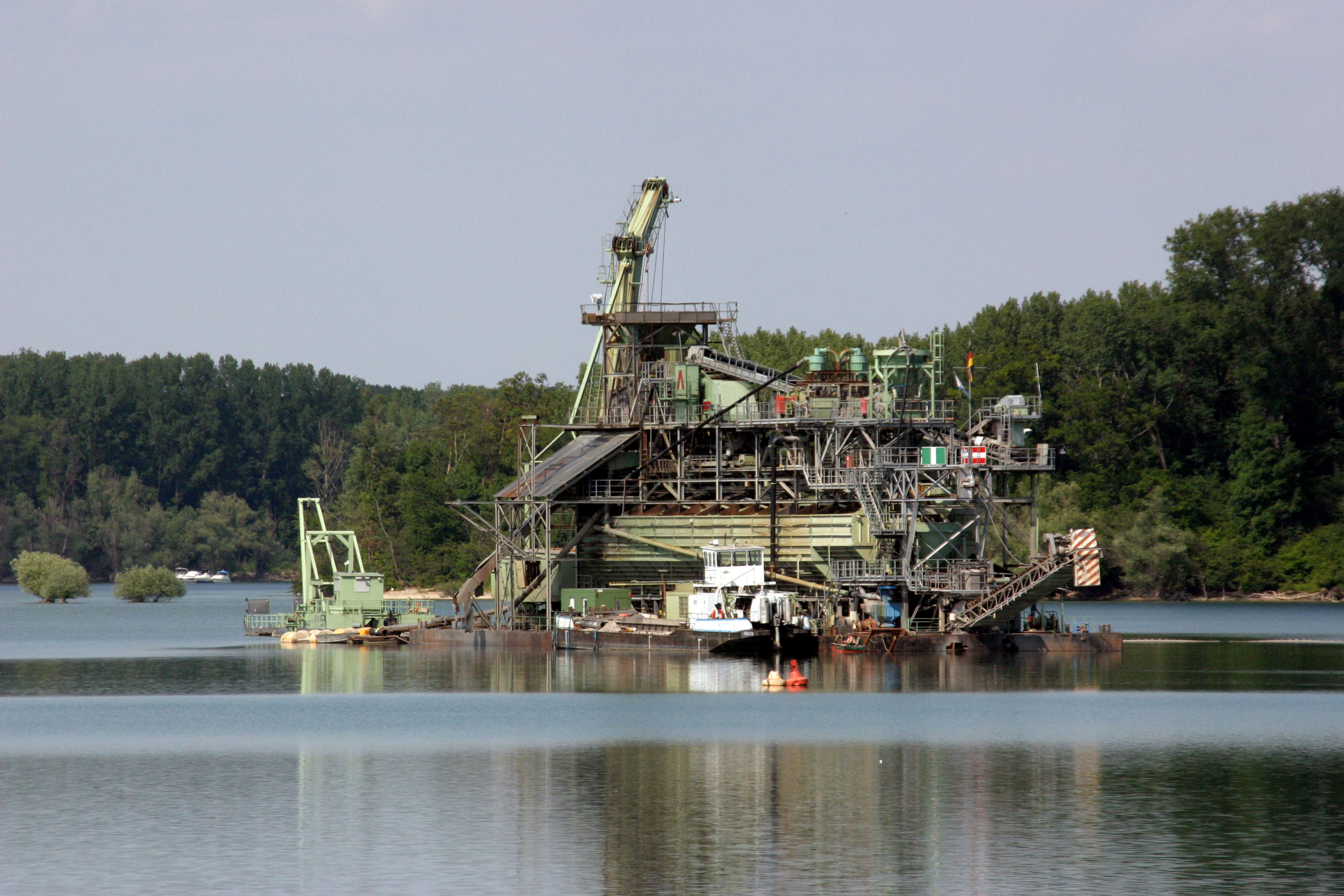